# Hyperlopha compactilis
Hyperlopha compactilis är en fjärilsart som beskrevs av Swinhoe 1890. Hyperlopha compactilis ingår i släktet Hyperlopha och familjen nattflyn. Inga underarter finns listade i Catalogue of Life.